# Bonstetten
Bonstetten es una comuna suiza del cantón de Zúrich, ubicada en el distrito de Affoltern. Limita al norte con la comuna de Wettswil am Albis, al este con Stallikon, al sur con Hedingen, y al oeste con Islisberg (AG) y Birmensdorf.